# Robert La Caze
Robert La Caze, francoski dirkač Formule 1, * 26. februar 1917, Pariz, Francija, † 1. julij 2015, Le Cannet, Francija.
V svoji karieri je nastopil le na dirki za Veliko nagrado Maroka v sezoni 1958, kjer je z dirkalnikom Formule 2 Cooper T45 lastnega privatnega moštva zasedel štirinajsto mesto z več kot petimi krogi zaostanka za zmagovalcem.

## Popolni rezultati Formule 1
(legenda) (odebeljene dirke pomenijo najboljši štartni položaj, poševne pa najhitrejši krog, †-uvrščen kljub odstopu)
| Leto | Moštvo         | Šasija          | Motor             | 1   | 2   | 3   | 4   | 5   | 6   | 7  | 8   | 9   | 10  | 11     | Prv | Toč |
| ---- | -------------- | --------------- | ----------------- | --- | --- | --- | --- | --- | --- | -- | --- | --- | --- | ------ | --- | --- |
| 1958 | Robert La Caze | Cooper T45 (F2) | Climax Straight-4 | ARG | MON | NIZ | 500 | BEL | FRA | VB | NEM | POR | ITA | MAR 14 | -   | 0   |